# Droga I/69 (Słowacja)
Droga krajowa 69 (słow. Cesta I/69) – droga krajowa I kategorii w środkowej Słowacji. Krótka trasa biegnie równolegle do drogi ekspresowej R1 między Budčą, a Bańską Bystrzycą. Przy arterii położone jest lotnisko Sliač obsługujące Bańską Bystrzycę i Zwoleń.